# Chesterfield Township (Missouri)
Die Chesterfield Township ist eine von 28 Townships im St. Louis County im Osten des US-amerikanischen Bundesstaates Missouri und Bestandteil der Metropolregion Greater St. Louis. Das U.S. Census Bureau hat bei der Volkszählung 2020 eine Einwohnerzahl von 40.572 ermittelt.

## Geografie
Die Chesterfield Township liegt im westlichen Vorortbereich von St. Louis am rechten Ufer des Missouri River. Der Mississippi, der die Grenze zu Illinois bildet, befindet sich rund 40 km östlich.
Die Chesterfield Township liegt auf 38°37′13″ nördlicher Breite und 90°39′00″ westlicher Länge und erstreckt sich über 206,1 km², die sich auf 202 km² Land- und 4,1 km² Wasserfläche verteilen. Damit ist die Chesterfield Township die flächenmäßig größte im gesamten St. Louis County.
Auf dem Gebiet der Chesterfield Township liegen der Babler State Park und die Rockwoods Reservation, ein IUCN-zertifiziertes Wildschutzgebiet.
Die Chesterfield Township liegt im Westen des St. Louis County und grenzt im Nordwesten an das St. Charles County sowie im Südwesten an das Franklin County. Innerhalb des St. Louis County grenzt die Chesterfield Township im Nordosten an die Maryland Heights und die Missouri River Township, im Westen an die Lafayette und die Wildhorse Township sowie im Süden an die Meramec Township.

## Verkehr

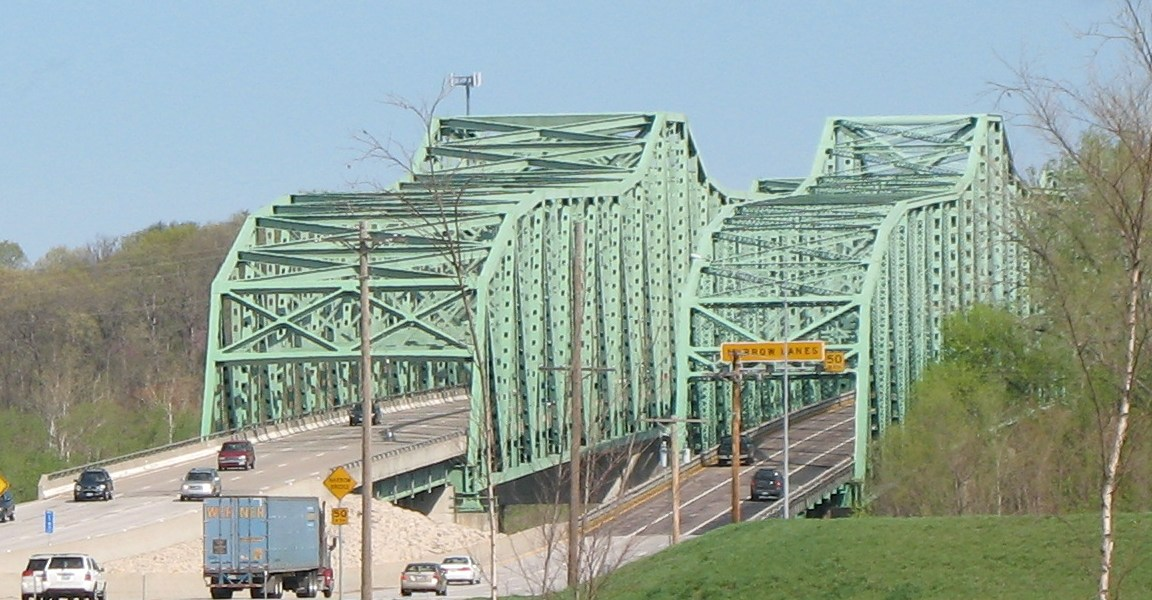
Die Daniel Boone Bridge führt die Interstate 64 über den Missouri

Durch den Norden der Chesterfield Township verläuft die aus nordwestlicher Richtung über die Daniel Boone Bridge in das St. Louis County kommende Interstate 64, die hier eine gemeinsame Streckenführung mit den U.S. Highways 40 und 61 hat. Weiter südlich verläuft die alte Route 66 auf einer gemeinsamen Strecke mit der Missouri State Route 100. In Nord-Süd-Richtung führt die Missouri State Route 109 von ihrem nördlichen Endpunkt durch die gesamte Township weiter nach Süden. Im Nordosten führt die Missouri State Route 340 einige Kilometer durch die Chesterfield Township. Alle weiteren Straßen sind County Roads oder weiter untergeordnete innerörtliche Verbindungsstraßen.
Entlang des Missouri River verläuft eine Eisenbahnlinie der Union Pacific Railroad von St. Louis nach Westen.
Auf dem Territorium der Chesterfield Township befindet sich der Spirit of St. Louis Airport. Der größere Lambert-Saint Louis International Airport liegt rund 35 km nordöstlich der Chesterfield Township.

## Demografische Daten
Nach der Volkszählung im Jahr 2010 lebten in der Chesterfield Township 38.982 Menschen in 14.425 Haushalten. Die Bevölkerungsdichte betrug 193 Einwohner pro Quadratkilometer. In den 14.425 Haushalten lebten statistisch je 2,66 Personen.
Ethnisch betrachtet setzte sich die Bevölkerung zusammen aus 88,9 Prozent Weißen, 2,0 Prozent Afroamerikanern, 0,2 Prozent amerikanischen Ureinwohnern, 6,8 Prozent Asiaten sowie 0,6 Prozent aus anderen ethnischen Gruppen; 1,5 Prozent stammten von zwei oder mehr Ethnien ab. Unabhängig von der ethnischen Zugehörigkeit waren 2,9 Prozent der Bevölkerung spanischer oder lateinamerikanischer Abstammung.
26,3 Prozent der Bevölkerung waren unter 18 Jahre alt, 59,3 Prozent waren zwischen 18 und 64 und 14,4 Prozent waren 65 Jahre oder älter. 51,1 Prozent der Bevölkerung war weiblich.
Das mittlere jährliche Einkommen eines Haushalts lag bei 117.917 USD. Das Pro-Kopf-Einkommen betrug 57.463 USD. 2,6 Prozent der Einwohner lebten unterhalb der Armutsgrenze.

## Orte
Die Bevölkerung der Chesterfield Township lebt in folgenden Ortschaften:
Citys
- Chesterfield1
- Clarkson Valley
- Maryland Heights2
- Wildwood3

Unincorporated Communities
- Gumbo
- Lake Chesterfield
- Pond

1 – teilweise in der Lafayette, der Maryland Heights und der Missouri River Township

2 – überwiegend in der Maryland Heights Township, teilweise in der Northwest, der Midland, der Airport und der Creve Coeur Township

3 – teilweise in der Meramec und der Wildhorse Township